# Б'єлоласиця
Б'єлоласиця — найвища вершина хребта Велика Капела (1533 м) у Динарських горах, у Хорватії, розташована неподалік від кордону зі Словенією та узбережжям Адріатики.